# Иолшин, Михаил Александрович
Михаил Александрович Иолшин (1830—1883) — русский генерал-лейтенант, участник Кавказских походов и русско-турецкой войны 1877—1878 гг.

## Биография
Михаил Иолшин родился 29 ноября 1830 года; происходил из дворян Могилевской губернии. Его отец Александр Осипович Иолшин (ум. в 1863) — генерал-лейтенант, комендант Динабургской крепости. 
Образование получил во 2-м кадетском корпусе.
Вступил в службу 13 июня 1848 года прапорщиком в гренадерский короля Фридриха Вильгельма III полк, 10 апреля 1852 года был переведён в Лейб-гвардии Литовский полк. Там Иолшин выделился как отличный строевой офицер, в течение одного лишь 1857 года получивший четыре именные Высочайшие благоволения за блестящее состояние своей роты. Произведённый за отличие в капитаны, в 1859—1864 гг. Иолшин был назначен начальником Кавказской стрелковой школы, с переводом подполковником в Кавказский гренадерский стрелковый батальон.
Во время службы своей на Кавказе неоднократно принимал участие в делах с горцами и был награждён орденом св. Анны 2-й степени с мечами (в 1862 году, императорская корона к этому ордену пожалована в 1864 году) и чином полковника с назначением в 1864 году командиром 16-го гренадерского Мингрельского полка; в 1869 году награждён орденом св. Владимира 3-й степени. 9 мая 1871 года Иолшин был произведён в генерал-майоры с назначением помощником начальника 39-й пехотной дивизии; несколько позже назначен командиром 2-й бригады 11-й пехотной дивизии, а затем 1-й бригады 32-й пехотной дивизии.
Во время русско-турецкой войны 1877—1878 годов, командуя 1-й бригадой 14-й пехотной дивизии, оказал выдающиеся заслуги при переправе через Дунай 15 июня 1877 г. у Зимницы, где первым из начальствующих лиц вступил на правый берег Дуная, 16 июля 1877 г. получил орден св. Георгия 4-й степени из рук императора Александра II
В воздаяние за подвиги мужества и храбрости, оказанные при переправе чрез Дунай у Систова, 15 Июня 1877 года
15 июня 1880 года Высочайшим приказом зачислен в один из полков, находившихся под его командой при переправе.
Также отличился при обороне Шипкинского перевала; за отличия под Шипкой награждён орденом св. Анны 1-й степени с мечами.
С 5 апреля 1878 года командовал 25-й пехотной дивизией. В генерал-лейтенанты произведён 30 августа 1881 года.
Михаил Александрович Иолшин умер 23 января 1883 года.

#### Семья
Жена — Ольга Петровна Иолшина, урожд. Жданович (1837—1885), дочь Петра Владимировича Ждановича, надворного советника, служившего в Морском министерстве, Сенате и Кабинете Е.И.В. и его жены — Ольги Петровны, урожд. Чернышевой. 
Семья Жданович была дружна с художником Павлом Федотовым; Федотов — автор портретов семьи Жданович: в Русском музее находится портрет П. В. Ждановича (1846/1847), в Третьяковской галерее — портрет его жены, Ольги Петровны (1846-1847), а в Курской государственной картинной галерее — портрет Ольги Петровны Жданович-Иолшиной (1848).
Дети:
- Николай (1860—?), участник Русско-японской войны, генерал-майор[2]. Автор книг «400 верст на коне с разведчиками 37-го драгунского военного ордена полка» (1895),  «Кавалерия в современной войне» (1896), «Записки по предмету отчета об англо-бурской войне и английской армии» (1907) и других. Фонд Н.М. Иолшина находится в отделе письменных источников (ОПИ) Государственного исторического музея.[3]
- Константин (1864—?), участник Русско-японской войны, полковник[4].
- Мария (1864—?)
- Александр (1869—ноябрь 1904, погиб при обороне Порт-Артура)[5]

Брат — Александр Александрович Иолшин (1837—1929), инженер. Был женат на Елизавете Карловне фон Мекк (1848—1907), дочери К.Ф. фон Мекка.
Брат — Петр Александрович Иолшин (1848—?), инженер-путеец.
Сестра — Наталья Александровна Иолшина (1851—1883) была замужем за Николаем Николаевичем Липиным, сыном генерал-майора, инженера Н.И.Липина.